# Władysław Reymont
Władysław Stanisław Reymont (født 7. maj 1867, død 5. december 1925) var en polsk forfatter, der står som en af de vigtigste repræsentanter for den kritiske realisme i bevægelsen Unge Polens litteratur.
Reymonts vigtigste bøger er:
- Ziemia obiecana
- Komediantka
- Fermenty
- Chłopi
- Rok 1794
- Wampir – powieść grozy

I 1924 fik Reymont nobelprisen i litteratur.